# کرم پیله‌ساز

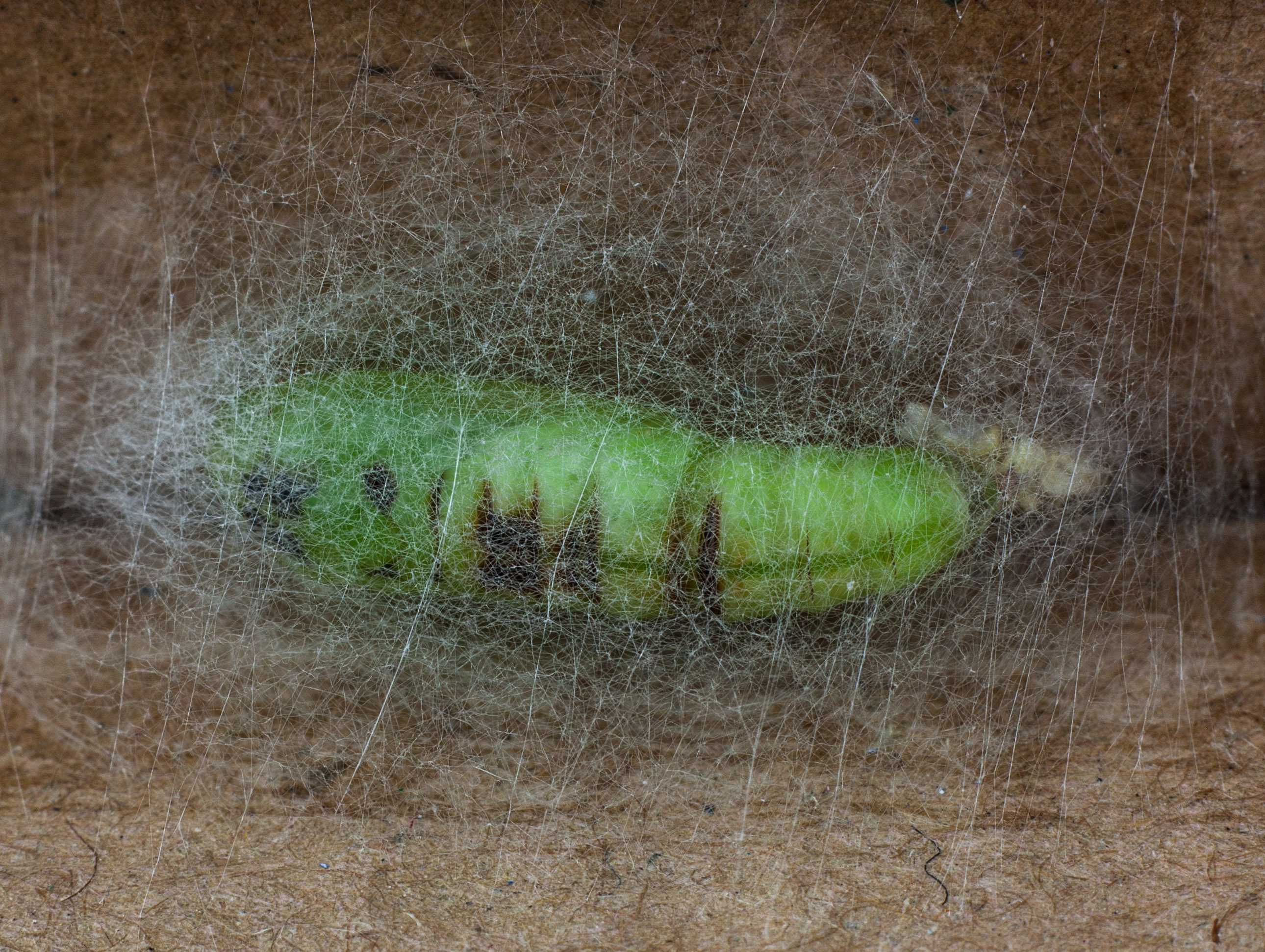
کرم پیله‌ساز کلم، که به عنوان یک آفت کشاورزی شناخته می‌شود.

کرم پیله‌ساز (به انگلیسی: Caterpillar)، غنج، کرم حشره، کرم صدپا یا کرم صد پای پیله ساز یا کاترپیلار عنوان عمومی است که به لارو راسته پروانه‌سانان (شامل شاپرک و پروانه) گفته می‌شود.
شفیره کرم ابریشم که پسماند فرایند ریسندگی می‌باشد یک خوراک پروتئینی نامتداول برای جانوران است که به نظر می‌رسد دارای ارزش غذایی نسبتاً بالایی است.
در لغت، محفظه ابریشمین کرم ابریشم پیله نامیده می‌شود. پیله ماده‌ای است که کرم ابریشم از لعاب دهان، دور خود می‌تند، در ساخت ابریشم به کار می‌آید و با دیگر پیله‌های ایجادشده توسط کرم‌های دیگر کاملاً متفاوت است. به آن در قدیم، بادامه، نوغان و کناغ نیز می‌گفتند.

## نگارخانه

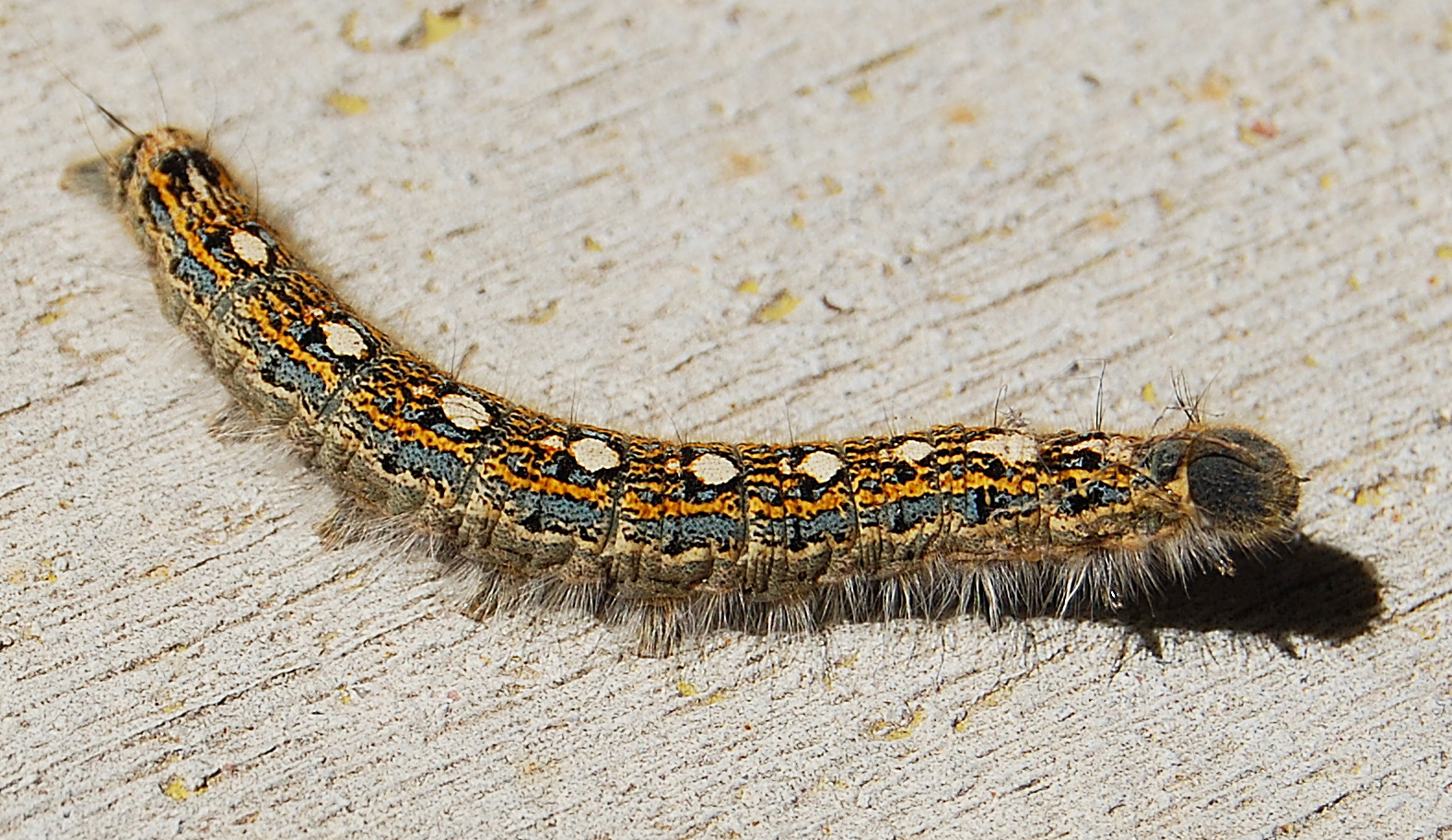
کرم پیله‌ساز شاپرک گربه نوروزی
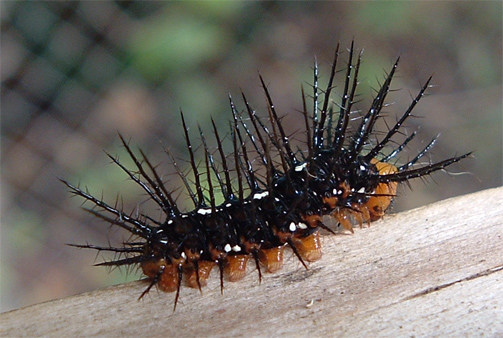
کرم پیله‌ساز پروانه شعله
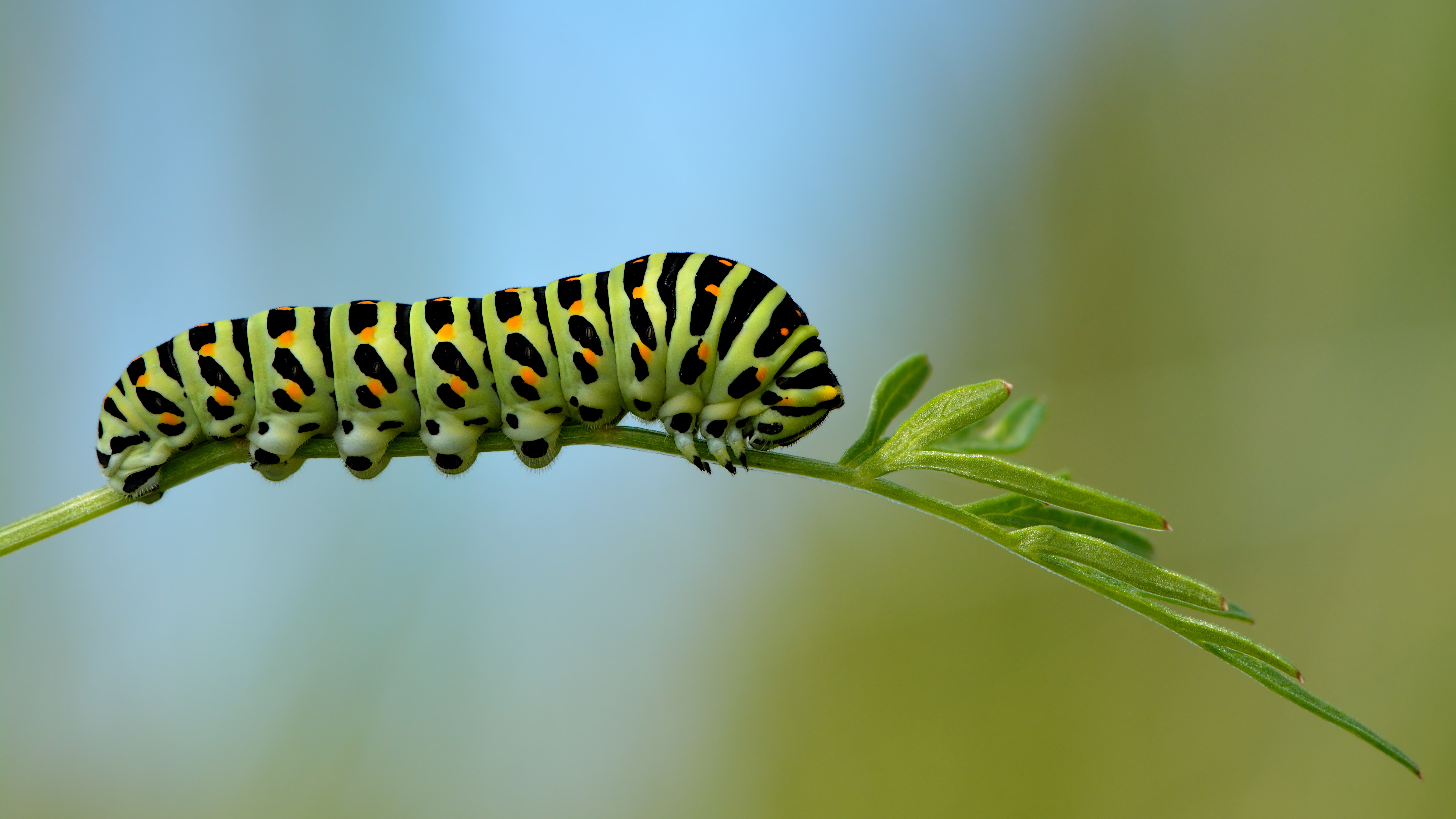
کرم پیله‌ساز دم‌چلچله‌ای جهان قدیم
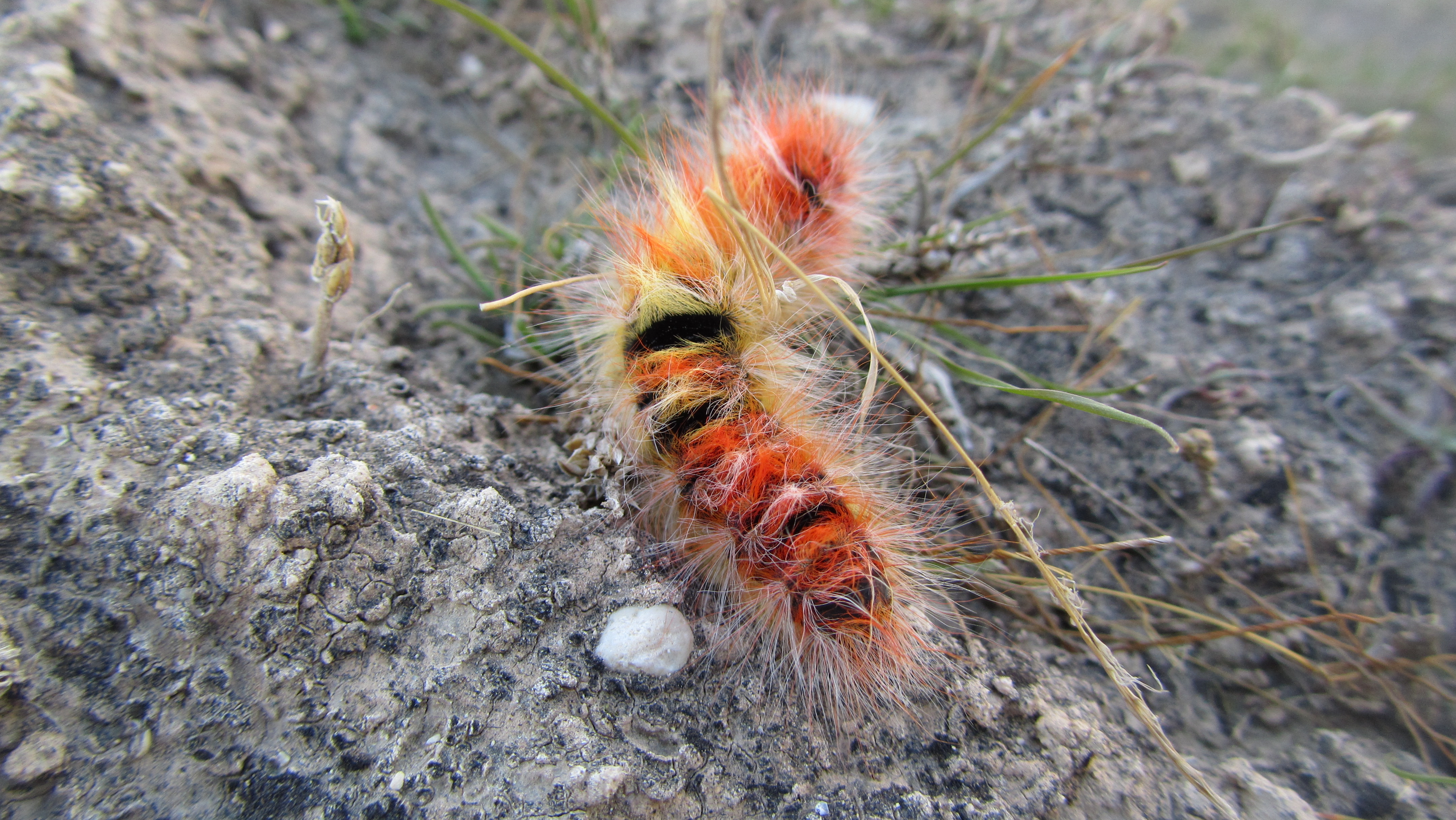
کرم پیله‌ساز